# Christian Wohlrab
Christian Wohlrab (ur. 1919, zm. 12 listopada 1948 w Landsberg am Lech) – zbrodniarz hitlerowski, członek załogi obozu koncentracyjnego Mauthausen-Gusen i SS-Unterscharführer.

## Życiorys
Członek Waffen-SS od stycznia 1940. Do kompleksu obozowego Mauthausen został skierowany w 1943 i pełnił tam służbę jako sanitariusz w podobozach Gusen, Eisenerz, Sohlier, Gros-Raming, Linz III, Melk i Schlier. Wohlrab w brutalny sposób traktował chorych więźniów, którzy znajdowali się w szpitalach wyżej wymienionych podobozów. Wielu z nich osobiście zamordował za pomocą śmiertelnych zastrzyków.
W trzynastym procesie załogi Mauthausen-Gusen przed amerykańskim Trybunałem Wojskowym w Dachau Wohlrab skazany został na karę śmierci. Wyrok wykonano przez powieszenie 12 listopada 1948 w więzieniu Landsberg.